# Formula 1 – sezona 1987.
| FIA Svjetsko prvenstvo Formule 1 1987. | FIA Svjetsko prvenstvo Formule 1 1987. |
|                                        | Prvak                                  |
| -------------------------------------- | -------------------------------------- |
| Vozač                                  | Nelson Piquet (Williams-Honda)         |
| Konstruktor                            | Williams-Honda                         |
| Prethodna sezona                       | Sljedeća sezona                        |
| 1986.                                  | 1988.                                  |

Formula 1 – sezona 1987. bila je 38. sezona svjetskog prvenstva Formule 1. Vozilo se 16 utrka u periodu od 12. travnja do 15. studenog 1987. godine. Svjetski prvak po treći puta postao je Nelson Piquet, a konstruktorski prvak po četvrti put momčad Williamsa.

## Vozači i konstruktori
| Konstruktor / Momčad                               | Šasija                    | Motor                          | Gume | Broj | Vozači             | Utrke  |
| -------------------------------------------------- | ------------------------- | ------------------------------ | ---- | ---- | ------------------ | ------ |
| McLaren-TAG Porsche Marlboro McLaren International | McLaren MP4/3             | TAG Porsche P01 V6 t 1.5       | G    | 1    | Alain Prost        | Sve    |
| McLaren-TAG Porsche Marlboro McLaren International | McLaren MP4/3             | TAG Porsche P01 V6 t 1.5       | G    | 2    | Stefan Johansson   | Sve    |
| Tyrrell-Ford Cosworth Data General Team Tyrrell    | Tyrrell DG016             | Ford Cosworth DFZ V8 3.5       | G    | 3    | Jonathan Palmer    | Sve    |
| Tyrrell-Ford Cosworth Data General Team Tyrrell    | Tyrrell DG016             | Ford Cosworth DFZ V8 3.5       | G    | 4    | Philippe Streiff   | Sve    |
| Williams-Honda Canon Williams Honda Team           | Williams FW11B            | Honda RA167E V6 t 1.5          | G    | 5    | Nigel Mansell      | 1-15   |
| Williams-Honda Canon Williams Honda Team           | Williams FW11B            | Honda RA167E V6 t 1.5          | G    | 5    | Riccardo Patrese   | 16     |
| Williams-Honda Canon Williams Honda Team           | Williams FW11B            | Honda RA167E V6 t 1.5          | G    | 6    | Nelson Piquet      | Sve    |
| Brabham-BMW Motor Racing Developments Ltd          | Brabham BT56              | BMW M12/13 L4 t 1.5            | G    | 7    | Riccardo Patrese   | 1-15   |
| Brabham-BMW Motor Racing Developments Ltd          | Brabham BT56              | BMW M12/13 L4 t 1.5            | G    | 7    | Stefano Modena     | 16     |
| Brabham-BMW Motor Racing Developments Ltd          | Brabham BT56              | BMW M12/13 L4 t 1.5            | G    | 8    | Andrea de Cesaris  | Sve    |
| Zakspeed West Zakspeed Racing                      | Zakspeed 861 Zakspeed 871 | Zakspeed 1500/4 L4 t 1.5       | G    | 9    | Martin Brundle     | Sve    |
| Zakspeed West Zakspeed Racing                      | Zakspeed 861 Zakspeed 871 | Zakspeed 1500/4 L4 t 1.5       | G    | 10   | Christian Danner   | Sve    |
| Lotus-Honda Camel Team Lotus Honda                 | Lotus 99T                 | Honda RA166E V6 t 1.5          | G    | 11   | Satoru Nakajima    | Sve    |
| Lotus-Honda Camel Team Lotus Honda                 | Lotus 99T                 | Honda RA166E V6 t 1.5          | G    | 12   | Ayrton Senna       | Sve    |
| AGS-Ford Cosworth Team El Charro AGS               | AGS JH22                  | Ford Cosworth DFZ V8 3.5       | G    | 14   | Pascal Fabre       | 1-14   |
| AGS-Ford Cosworth Team El Charro AGS               | AGS JH22                  | Ford Cosworth DFZ V8 3.5       | G    | 14   | Roberto Moreno     | 15-16  |
| March-Ford Cosworth Leyton House March Racing Team | March 87P March 881       | Ford Cosworth DFZ V8 3.5       | G    | 16   | Ivan Capelli       | Sve    |
| Arrows-Megatron USF&G Arrows Megatron              | Arrows A10                | Megatron M12/13 L4 t 1.5       | G    | 17   | Derek Warwick      | Sve    |
| Arrows-Megatron USF&G Arrows Megatron              | Arrows A10                | Megatron M12/13 L4 t 1.5       | G    | 18   | Eddie Cheever      | Sve    |
| Benetton-Ford Cosworth Benetton Formula Ltd        | Benetton B187             | Ford Cosworth GBA V6 t 1.5     | G    | 19   | Teo Fabi           | Sve    |
| Benetton-Ford Cosworth Benetton Formula Ltd        | Benetton B187             | Ford Cosworth GBA V6 t 1.5     | G    | 20   | Thierry Boutsen    | Sve    |
| Osella-Alfa Romeo Osella Squadra Corse             | Osella FA1I Osella FA1G   | Alfa Romeo 890T V8 t 1.5       | G    | 21   | Alex Caffi         | Sve    |
| Osella-Alfa Romeo Osella Squadra Corse             | Osella FA1I Osella FA1G   | Alfa Romeo 890T V8 t 1.5       | G    | 22   | Gabriele Tarquini  | 2      |
| Osella-Alfa Romeo Osella Squadra Corse             | Osella FA1I Osella FA1G   | Alfa Romeo 890T V8 t 1.5       | G    | 22   | Franco Forini      | 11-13  |
| Minardi-Motori Moderni Minardi F1 Team             | Minardi M187              | Motori Moderni 615-90 V6 t 1.5 | G    | 23   | Adrián Campos      | Sve    |
| Minardi-Motori Moderni Minardi F1 Team             | Minardi M187              | Motori Moderni 615-90 V6 t 1.5 | G    | 24   | Alessandro Nannini | Sve    |
| Ligier-Alfa Romeo Ligier-Megatron Ligier Loto      | Ligier JS29               | Alfa Romeo 415T L4 t 1.5       | G    | 25   | René Arnoux        | 1      |
| Ligier-Alfa Romeo Ligier-Megatron Ligier Loto      | Ligier JS29B Ligier JS29C | Megatron M12/13 L4 t 1.5       | G    | 25   | René Arnoux        | 2-16   |
| Ligier-Alfa Romeo Ligier-Megatron Ligier Loto      | Ligier JS29B Ligier JS29C | Megatron M12/13 L4 t 1.5       | G    | 26   | Piercarlo Ghinzani | 2-16   |
| Ferrari Scuderia Ferrari SpA SEFAC                 | Ferrari F187              | Ferrari 033D V6 t 1.5          | G    | 27   | Michele Alboreto   | Sve    |
| Ferrari Scuderia Ferrari SpA SEFAC                 | Ferrari F187              | Ferrari 033D V6 t 1.5          | G    | 28   | Gerhard Berger     | Sve    |
| Lola-Ford Cosworth Larrousse & Calmels F1          | Lola LC87                 | Ford Cosworth DFZ V8 3.5       | G    | 29   | Yannick Dalmas     | 14-16  |
| Lola-Ford Cosworth Larrousse & Calmels F1          | Lola LC87                 | Ford Cosworth DFZ V8 3.5       | G    | 30   | Philippe Alliot    | 2-16   |
| Coloni-Ford Cosworth Enzo Coloni Racing Car System | Coloni FC187              | Ford Cosworth DFZ V8 3.5       | G    | 32   | Nicola Larini      | 11, 13 |

## Utrke
|     | Utrka                                             | 1.                              | 2.                                   | 3.                                     |
| --- | ------------------------------------------------- | ------------------------------- | ------------------------------------ | -------------------------------------- |
|     |                                                   |                                 |                                      |                                        |
| 1.  | VN Brazila, Jacarepagua 12. travnja 1987.         | Alain Prost McLaren-TAG Porsche | Nelson Piquet Williams-Honda         | Stefan Johansson McLaren-TAG Porsche   |
| 2.  | VN San Marina, Imola 3. svibnja 1987.             | Nigel Mansell Williams-Honda    | Ayrton Senna Lotus-Honda             | Michele Alboreto Ferrari               |
| 3.  | VN Belgije, Spa-Francorchamps 17. svibnja 1987.   | Alain Prost McLaren-TAG Porsche | Stefan Johansson McLaren-TAG Porsche | Andrea de Cesaris Brabham-BMW          |
| 4.  | VN Monaka, Monte Carlo 31. svibnja 1987.          | Ayrton Senna Lotus-Honda        | Nelson Piquet Williams-Honda         | Michele Alboreto Ferrari               |
| 5.  | VN SAD, Detroit 21. lipnja 1987.                  | Ayrton Senna Lotus-Honda        | Nelson Piquet Williams-Honda         | Alain Prost McLaren-TAG Porsche        |
| 6.  | VN Francuske, Paul Ricard 5. srpnja 1987.         | Nigel Mansell Williams-Honda    | Nelson Piquet Williams-Honda         | Alain Prost McLaren-TAG Porsche        |
| 7.  | VN Velike Britanije, Silverstone 12. srpnja 1987. | Nigel Mansell Williams-Honda    | Nelson Piquet Williams-Honda         | Ayrton Senna Lotus-Honda               |
| 8.  | VN Njemačke, Hockenheim 26. srpnja 1987.          | Nelson Piquet Williams-Honda    | Stefan Johansson McLaren-TAG Porsche | Ayrton Senna Lotus-Honda               |
| 9.  | VN Mađarske, Hungaroring 9. kolovoza 1987.        | Nelson Piquet Williams-Honda    | Ayrton Senna Lotus-Honda             | Alain Prost McLaren-TAG Porsche        |
| 10. | VN Austrije, Österreichring 16. kolovoza 1987.    | Nigel Mansell Williams-Honda    | Nelson Piquet Williams-Honda         | Teo Fabi Benetton-Ford Cosworth        |
| 11. | VN Italije, Monza 6. rujna 1987.                  | Nelson Piquet Williams-Honda    | Ayrton Senna Lotus-Honda             | Nigel Mansell Williams-Honda           |
| 12. | VN Portugala, Estoril 20. rujna 1987.             | Alain Prost McLaren-TAG Porsche | Gerhard Berger Ferrari               | Nelson Piquet Williams-Honda           |
| 13. | VN Španjolske, Jerez 27. rujna 1987.              | Nigel Mansell Williams-Honda    | Alain Prost McLaren-TAG Porsche      | Stefan Johansson McLaren-TAG Porsche   |
| 14. | VN Meksika, Mexico 18. listopada 1987.            | Nigel Mansell Williams-Honda    | Nelson Piquet Williams-Honda         | Riccardo Patrese Brabham-BMW           |
| 15. | VN Japana, Suzuka 1. studenog 1987.               | Gerhard Berger Ferrari          | Ayrton Senna Lotus-Honda             | Stefan Johansson McLaren-TAG Porsche   |
| 16. | VN Australije, Adelaide 15. studenog 1987.        | Gerhard Berger Ferrari          | Michele Alboreto Ferrari             | Thierry Boutsen Benetton-Ford Cosworth |
|     |                                                   |                                 |                                      |                                        |

## Konačni poredak

### Vozači
| Mjesto | Vozač             | Bodovi |
| ------ | ----------------- | ------ |
| 1.     | Nelson Piquet     | 73     |
| 2.     | Nigel Mansell     | 61     |
| 3.     | Ayrton Senna      | 57     |
| 4.     | Alain Prost       | 46     |
| 5.     | Gerhard Berger    | 36     |
| 6.     | Stefan Johansson  | 30     |
| 7.     | Michele Alboreto  | 17     |
| 8.     | Thierry Boutsen   | 16     |
| 9.     | Teo Fabi          | 12     |
| 10.    | Eddie Cheever     | 8      |
| 11.    | Jonathan Palmer   | 7      |
| 12.    | Satoru Nakajima   | 7      |
| 13.    | Riccardo Patrese  | 6      |
| 14.    | Andrea de Cesaris | 5      |
| 15.    | Philippe Streiff  | 5      |
| 16.    | Derek Warwick     | 3      |
| 17.    | Philippe Alliot   | 3      |
| 18.    | Martin Brundle    | 2      |
| 19.    | Ivan Capelli      | 1      |
| 20.    | René Arnoux       | 1      |
| 21.    | Roberto Moreno    | 1      |

### Konstruktori
| Pozicija | Konstruktor            | Bodovi |
| -------- | ---------------------- | ------ |
| 1.       | Williams-Honda         | 137    |
| 2.       | McLaren-TAG Porsche    | 76     |
| 3.       | Lotus-Honda            | 64     |
| 4.       | Ferrari                | 53     |
| 5.       | Benetton-Ford Cosworth | 28     |
| 6.       | Tyrrell-Ford Cosworth  | 11     |
| 7.       | Arrows-Megatron        | 11     |
| 8.       | Brabham-BMW            | 10     |
| 9.       | Lola-Ford Cosworth     | 3      |
| 10.      | Zakspeed               | 2      |
| 11.      | Ligier-Megatron        | 1      |
| 12.      | AGS-Ford Cosworth      | 1      |
| 13.      | March-Ford Cosworth    | 1      |

## Vanjske poveznice
- Službena stranica Formule 1